# 尿意
尿意（にょうい）とは、排尿をしたいという感覚のことである。膀胱内に尿がたまってくると、膀胱内圧が上がり、神経を刺激し、尿意として感じるようになる。尿意は波のように断続的に強くなったり弱くなったりして徐々に強くなっていく。始めに感じる軽い尿意を「初発尿意」といい、膀胱の尿容量最大となった場合の尿意を「最大尿意」という。尿意は、複雑なシステムで制御されている。

## 概要
普通、成人では初発尿意の膀胱内の尿量は200ml前後であり、最大尿意の尿量は500ml - 600mlである。子供の場合はかなり膀胱が小さいので、初発尿意の段階でかなり尿意が切迫している場合が多い（おおむね150 - 200ml）。そのため、子供は失禁しやすく、緊急避難的に野外での排尿が必要になるケースが多い。とりわけ女児の場合は尿道が短いため尿道括約筋が男児より弱いことから短時間で尿意が切迫しやすく、より顕著である。
膀胱に尿がたまることで膀胱内の圧力センサーから脳に信号が送られる。少量では蓄尿が意識されないが、たまった尿量がある一定量を越えると膀胱内圧力の高まりとともに脳に尿意として認識される。しかし、尿意を認識するきっかけとなる最も低い刺激の値（閾値）は様々な外部からの影響で変化する。もっとも代表的な例は「冷え」で、その他に他人の排尿や排尿に行く行動を見たり、排尿を連想させる水の流れなどの刺激も中枢神経を介し尿意の閾値を下げる。逆に地震、火事などの非常事態は強い緊張をもたらせ、尿意は遠のく。また、試験前などの中途半端な緊張状態はむしろ尿意を上げることがある。水分を摂るとすぐにトイレに行きたくなるのは、脳の大脳皮質の刺激を介した尿意の閾値が低下する働きのためであり、精神的（大脳）なものである。水分が排尿に至るまでは、吸収→血液循環→腎臓での灌流→尿の産生・再吸収→膀胱という長い蓄尿の段階を必要とするため、飲み物の水分子なりが尿を増やした結果ではない。
排尿後も続く尿意＝残尿感の多くは膀胱炎や尿道炎、前立腺炎の場合が多く、膀胱癌、膀胱結石、子宮筋腫、子宮癌の可能性もある。膀胱炎などの場合、通常我慢できる300㏄にまで貯っていないにもかかわらず、尿意を我慢できない場合や膀胱の働きが悪い、前立腺炎などの場合には頻尿が起こることがある。また、神経質な人では明かな原因が無いにもかかわらず頻尿を訴える場合がある。尿意はあっても尿が出ない場合を尿閉といい、前立腺肥大症が最も多い原因であり、カテーテルで尿を抜かなければならないが1ℓ以上溜まる場合がある。尿意も無く尿が出ない場合を無尿と呼び、尿閉が最も多い原因だが、尿閉以外にも腎臓で尿が全く作られない急性腎不全でも無尿となる。
野外で尿意を催し、便所まで我慢できない場合、野外での排尿が行われる。大便に比べ排泄時間が短く、衛生上の問題も軽微であることから大便よりも野外排泄が行われやすい。女子の場合尿道が短く、男子よりも尿意を我慢しにくい。しかし、衣服を着脱する必要がありより強い羞恥心を伴うことや、後述の尿路感染症のリスクから、男子よりも野外での排尿を避ける傾向がある。それ故に女子の野外での排尿は、男子以上に尿意が切迫している傾向にある。また、女子は排尿後に性器に付着した残尿の後始末にトイレットペーパーを必要とするため、トイレットペーパーのない野外での排尿時には性器や下着が不潔な状態を余儀なくされる。そのため、雑菌の繁殖による尿路感染症のリスクが生じやすい。このリスクを防止する目的や下着が汚れることへの忌避感から、野外での排尿の際にはティッシュペーパーを準備する女性もいる。